# Jason Orange
Jason Thomas Orange (sinh ngày 10 tháng 7 năm 1970) là cựu ca sĩ, nhạc sĩ, vũ công và diễn viên người Anh. Anh là thành viên của ban nhạc Take That trong đội hình đầu tiên của họ thập niên 1990 cũng như sau khi tái hợp vào năm 2005. Anh chia tay ban nhạc và giải nghệ vào năm 2014.

## Cuộc đời và sự nghiệp
Orange sinh ra tại Crumpsall, Manchester, Lancashire và được nuôi dạy để trở thành Mormon. Anh theo học trường South Trafford trong vòng 2 năm kể từ năm 2001 để lấy chứng chỉ A-level, rồi theo khóa học bao gồm các môn tâm lý học, sinh học và lịch sử cho dù anh không tiếp tục theo học ở bậc học cao hơn.
Orange khá kín tiếng về cuộc sống cá nhân. Anh thường được đồn hẹn hò với nhiều nhân vật nổi tiếng như Jenny Powell, ca sĩ Lulu hay nữ diễn viên Catherine Tate
. Anh từng tham gia chương trình The Hit Man and Her trong vai vũ công cùng với Spike Dawbarn và Jimmy Constable – 2 cựu thành viên của ban nhạc 911.
Orange gia nhập Take That vào tháng 11 năm 1990 tới khi ban nhạc tạm thời tan rã vào tháng 2 năm 1996. Anh quay lại với nghiệp diễn xuất khi tham gia vào bộ phim truyền hình kinh dị Killer Net vào năm 1998, và bộ phim Gob quay tại London vào năm 1999. Anh cũng là diễn viên chính cùng Tom Hayes trong một bộ phim kịch bản bởi Jim Kenworth và đạo diễn bởi James Martin Charlton. Anh cũng từng thủ vai diễn khách mời trong chương trình hài Shameless của Channel 4, lên sóng vào năm 2013.
Năm 2005, Take That trở lại với đội hình 4 người và cho phát hành album biên tập của họ, rồi album phòng thu đầu tiên của họ kể từ năm 1995, Beautiful World (2006) mà trong đó Orange đóng góp trong cả vai trò sáng tác cũng như ca sĩ chính. Năm 2008, họ cho ra mắt album tiếp theo có tên The Circus. Năm 2010, album Progress được phát hành với đội hình đầy đủ 5 người. Ngày 26 tháng 9 năm 2014, Orange tuyên bố chia tay ban nhạc.